# Gistel
Gistel är en kommun i Belgien.   Den ligger i provinsen Västflandern och regionen Flandern, i den västra delen av landet, 100 km väster om huvudstaden Bryssel. Antalet invånare är 11 761.
Trakten runt Gistel består till största delen av jordbruksmark. Runt Gistel är det ganska tätbefolkat, med 139 invånare per kvadratkilometer.